# Retinylacetat
Retinylacetat ist eine chemische Verbindung, die in der Kosmetik-, Arzneimittel- und Futtermittelindustrie Verwendung findet. Es ist der Ester aus Essigsäure mit Retinol (Vitamin A).

## Verwendung
Retinylacetat wird in der Kosmetik in Cremes (zum Beispiel: Augencreme), Körperlotionen und Sonnenschutzmitteln verwendet. Es wird vorwiegend zugesetzt, da die Substanz eine Anti-Aging-Wirkung besitzen soll. Darüber hinaus kann es zur Prophylaxe gegen marginale Parodontitis verwendet werden. Deshalb ist es manchmal auch in Zahnpasten zu finden. Da der menschliche Körper Retinylacetat in Vitamin A umwandeln kann und es wärme- und lichtbeständiger ist als Vitamin A, wird es häufig als Vitamin-A-Ersatz zugesetzt. In der Futtermittelindustrie wird Retinylacetat als Futterzusatzstoff mit Vitamin-A-Wirkung eingesetzt. Retinylacetat ist dafür als Futterzusatzstoff gemäß Verordnung (EG) Nr. 1831/2003 für alle Tierarten zugelassen.

## Biologische Wirkung
Bei einer experimentellen Studie, wurde das Resorptionsverhalten von β-14C-Carotin, 14C-Retinol und 3H-Retinylacetat vergleichend untersucht. Die Aufnahme von β-Carotin lag bei 6 % bis 20 % und die von Retinol und Retinylacetat lagen bei 30 % bis 67 %. Im Körper gibt es Esterasen im Darm, Leber und der Niere, die in der Lage sind das Retinylacetat zu Retinol zu hydrolysieren. Bei der Verwendung als Futterzusatzstoff wird die biologische Wirkung als Vitamin A in Internationalen Einheiten (IE) angegeben, wobei folgende Äquivalenz zu verwenden ist: 1 IE = 0,344 μg Retinylacetat.
In Studien wurde die Hemmeigenschaft von Retinylacetat bei NMU- und DBMA-Mamma- induzierten Brustkarzinogenese gezeigt. Der Mechanismus, wie Retinoide das Karzinogen hemmen, ist nicht bekannt. Es wurde keine toxische Wirkung von Retinylacetat in einer Studie aus der Fachzeitschrift Nature beobachtet. Der Effekt wird durch 4-Hydroxy(phenyl)retinamid (4-HPR) verstärkt. Es wurden Ergebnisse von 94 % der erkrankten Ratten in der Placebo-Gruppe und 15 % in der behandelten Gruppe festgestellt.

## Stoff-Eigenschaften
Retinylacetat hat eine Selbstentzündungstemperatur von 395 °C.